# Lenny Castro
Lenny Castro, ameriški tolkalist in studijski glasbenik portoriškega rodu, * 19. september 1956, New York, New York, Združene države Amerike. 
Lenny Castro je samostojni ameriški tolkalist, ki deluje na območju Los Angelesa. Castro je bil med letoma 1977 in 1992 eden izmed največkrat posnetih studijskih glasbenikov. Igral je na več kot 690 albumih.

## Zgodnje življenje
Castro je tolkalist portoriških korenin. Rodil se je v New Yorku, kjer je tudi odraščal. Njegov oče, Hector Castro je igral klaviature in je svojemu sinu podaril prvi par kong, ko je bil Lenny star pet let. Lenny je skupaj s kongami igral še bonge, s katerimi je igral na ulici. V nasprotju s svojimi »latino brati« je Castro igral poleg latino glasbe še jazz, rock, klasiko in glasbo, kjer je lahko zraven igral tolkala. Castro trdi, da ni načrtoval postati studijski glasbenik, da je želel le izvajati glasbo, pa če je to pomenilo na snemanjih ali v živo.
Castro je kasneje začel služiti denar z različnimi nastopi v New Yorku, kar je poimenoval »igrišče«. V tem času je bil star okoli 14 ali 15 let. Tako je nastopal do leta 1974, ko je zaključil šolanje na srednji šoli.
Po koncu srednje šole je Castro odšel na kolidž Mannes, kjer mu je s štipendijo pomagal njegov nekdanji srednješolski učitelj. Kmalu pa se je študija naveličal in se je izpisal. Službo je našel v znani prodajalni bobnov v New Yorku, kjer je delal 3 ali 4 mesece.

## Kariera

### Uspeh
Preko trgovine je Castro spoznal Melisso Manchester, ki je v tem času izdala hit skladbo »Midnight Blue«. Potem, ko je Castro igral na nekaterih njenih turnejah, se je Melissa preselila v Los Angeles. Castro, ki je bil v tem času star 19 let ni hotel izgubiti takšne službe, zato je Melissi sledil v Los Angeles. Njen producent je Castra predstavil producentu Richardu Perryju. Perry je Castru uredil igranje z Diano Ross, kjer je spoznal Jeffa Porcara. Porcaro je nato Castru uredil sodelovanje z Bozom Scaggsom, ki je pred tem izdal album Silk Degrees. Scaggs je koncertiral po vsem svetu s Castrom kot tolkalistom. Po turneji je Castro začel nastopati s skupino Toto. Prav turneja s Scaggsom pa je bila za Castra ključna, da je uspešno začel svojo kariero v Los Angelesu.

### Sodelovanja
Ker je Castro samostojen tolkalist, ga mnogi izvajalci najamejo za snemanje. Castro je dejal, da uživa v svoji svobodi ter da je hvaležen članom skupine Toto, da mu niso povabili stalnega članstva v skupini. Castro je v svoji karieri sodeloval z izvajalci kot so Adele, Simply Red, The Rolling Stones, Elton John, Al Jarreau, George Benson, Regina Belle, Eric Clapton, Boz Scaggs, Toto, Alien Ant Farm, Steely Dan, Christopher Cross, The Mars Volta, Dolly Parton, Diana Ross, Stevie Wonder, David Sanborn, Avenged Sevenfold, Little Feat, Tom Petty, Susanna Hoffs, Boney James, The (International) Noise Conspiracy, Peter White, Joe Sample, Kenny Loggins, Young Knives, Rickie Lee Jones, Caifanes, Dan Fogelberg, The Crusaders, The Bee Gees, Barbra Streisand, Karizma, Quincy Jones, John Mayer, Randy Newman, Dave Koz, Olivia Newton-John, Red Hot Chili Peppers, Eric Burdon, Oasis, Wayne Shorter, Pat Benatar, Dwight Yoakam, Maroon 5, Lisa Marie Presley, Noel Gallagher's High Flying Birds, Mick Hucknall, Booker T. Jones, The All-American Rejects, Joe Bonamassa in Slash kot tudi z mnogimi japonskimi, italijanskimi, angleškimi, nemškimi in ostalimi izvajalci.
Castro je snemal s skupino Fleetwood Mac in z njo koncertiral na turneji »The Dance« leta 1997. Castro je prav tako bil del zasedbe skupine Fleetwood Mac, ki je 6. januarja 2001 presenetila nekdanjega ameriškega predsednika Billa Clintona. Castro je leta 2007 in 2011 koncertiral s Stevie Nicks na njeni turneji »In Your Dreams«, leta 2011 in 2012 pa je odšel na turnejo s skupino Noel Gallagher's High Flying Birds.

## Družina
Na svoji prvi turneji z Bozom Scaggsom je Castro spoznal pevko Paulette Brown. Kasneje sta se poročila in imata dva otroka. Njun sin Tyler je bobnar, njuna hči Christina pa poje in je navdušena nad kulinariko. Paulette je leta 1998 umrla zaradi pljučnega raka po triletni bolezni. Castro se je nato ponovno poročil, tokrat s Chie Crakamuro iz Osake na Japonskem. Spoznala sta se med turnejo po Japonskem, kjer je Castro igral z zasedbo Joe Sample trio.

## Oprema
Castro uporablja Latin percussion, činele in gonge Paiste, opne Remo, udarjalke Vic Firth  in Gibraltar Hardware.